# ملعب بن عبد المالك رمضان
ملعب بن عبد المالك رمضان هو ملعب كرة قدم، يقع بقسنطينة، وقد تم تغير اسم الملعب من ملعب تروبان إلى ملعب رمضان بن عبد المالك تخليدا لروح هذا الشهيد الذي سقط إبان الثورة الجزائرية ضد الاحتلال الفرنسي 1954 1962.
يسع لنحو 12.000 متفرج. وهو ملعب لفرقي شباب قسنطينة ومولودية قسنطينة يمتاز بأرضيته الجميلة من العشب الاصطناعي من الجيل الرابع.